# Isomma hieroglyphicum
Isomma hieroglyphicum là một loài chuồn chuồn ngô thuộc họ Gomphidae. Nó là loài đặc hữu của Madagascar.